# Teoría del desarrollo moral
La teoría del desarrollo moral es una teoría planteada por Jean Piaget. 
Más tarde, su discípulo Lawrence Kohlberg profundizó en los estudios acerca del desarrollo moral, completando y ampliando la teoría de Piaget.

## Desarrollo moral según Piaget
Piaget se basó en dos aspectos del razonamiento moral para formular sus teorías: el respeto por las reglas y la idea de justicia de los niños. Con base en las respuestas que los niños daban a sus preguntas, Piaget estableció varias etapas de desarrollo moral. Esta forma de entender el proceso moral se conoce como teoría cognitiva-evolutiva, y de manera simple: busca entender la moralidad de adentro hacia afuera, como entendimiento del sujeto que luego se expresa en sus actitudes. Piaget explicó, que para entender la moralidad del sujeto no solo es necesario ahondar en su discurso —principio que regía muchas de las investigaciones de lo moral en su época—, sino que era esencial definir su estructura cognitiva, es decir, la lógica y los patrones de pensamiento que rigen el entendimiento moral básico del individuo.

## Etapa pre moral o de presión adulta
Esta etapa abarca los cinco primeros años de la vida del niño, cuando aún no tiene mucha conciencia o consideración por las reglas.
De los dos a los seis años los niños son capaces de representar las cosas y las acciones por medio del lenguaje, esto les permite recordar sus acciones y relatar sus intenciones para el futuro. Sin embargo, no pueden aún realizar razonamientos abstractos, por lo que no pueden comprender el significado de las normas generales. Esto hace que las vean como cosas concretas imposibles de variar que se han de cumplir en su sentido literal. Estas normas son, además, exteriores a los niños, impuestas por los adultos, por lo tanto la moral se caracteriza en esta fase de desarrollo por la heteronomía.

### Etapa heterónoma o del realismo moral
Esta etapa se da entre los 5-10 años. Los niños en esta edad tienden a considerar que las reglas son impuestas por figuras de autoridad poderosas, como podrían ser sus padres, Dios o la policía. Piensan además que las normas son sagradas e inalterables, abordan cualquier asunto moral desde una perspectiva dicotómica de bien o mal, y creen en una justicia inmanente, es decir, que piensan que cualquier mal acto, tarde o temprano será castigado.
De los siete a los once años, los niños adquieren la capacidad de realizar operaciones mentales con los objetos que tienen delante. No pueden aún hacer generalizaciones abstractas pero se dan cuenta de la reversibilidad de algunos cambios físicos y de las posibilidades del pensamiento para detectar relaciones entre las cosas. Las normas dejan de ser vistas como cosas reales que tienen su origen en una autoridad absoluta y exterior –los adultos– y comienzan a basarse en el respeto mutuo entre los compañeros de juego, los iguales. De aquí surge la noción de la convencionalidad de las normas o reglas de los juegos, que son vistas como productos de acuerdos entre los jugadores. Surgen sentimientos morales como la honestidad –necesaria para que los juegos funcionen– y la justicia.

### Etapa autónoma
A partir de los 10 años los niños ya se percatan de que las reglas son acuerdos arbitrarios que pueden ser impugnados y modificados con el consentimiento de las personas a las que rigen. Creen que las reglas pueden ser violadas para atender las necesidades humanas y tienen en cuenta la intencionalidad del actor más que las consecuencias del acto. Han aprendido que algunos crímenes pasan desapercibidos y no son castigados.
De los doce años en adelante los niños sufren cambios biológicos y psicológicos radicales. Se produce la maduración sexual, pero también una maduración biológica general que potencia el desarrollo intelectual y moral. Los niños, en esta etapa, se convierten en adolescentes y sus estructuras de conocimiento permiten ya las generalizaciones y la realización de operaciones mentales abstractas. Los conceptos se integran en sistemas de proposiciones y se aprende a pasar de lo particular a lo general y de lo general a lo particular.
En esta etapa surgen sentimientos morales personalizados, como la compasión o el altruismo, que exigen la consideración de la situación concreta del otro como un caso particular de la aplicación de las normas. Gracias a esto, la rigidez de aplicación de las normas y conceptos morales, propia del estado anterior, desaparece, completándose el paso de la presión adulta al control individual de la propia conducta. El adolescente formula principios morales generales y los afirma de un modo autónomo frente a las normas exteriores. El respeto a estas últimas se realiza de un modo personal.
Piaget también estudió el desarrollo de la moral en relación con la comprensión de las reglas del juego y la responsabilidad de la mentira y el castigo. Se utilizó el juego de las canicas:  para poder ganar, debían seguir las normas. Mientras que los niños se encontraban en una etapa de heteronomía, los adolescentes se encontraban claramente en una etapa de autonomía. Se tuvo en cuenta la diferencia entre la mentira consciente y la mentira inconsciente. Durante el estudio, se llegó a la conclusión de que los niños no mienten del mismo modo que los adolescentes, porque no son conscientes de ello durante la etapa heteronómica. Por ello, Piaget sostiene que la mentira parte de la autonomía: a partir de la adolescencia comienza a mentirse porque esta mentira se elabora y quien lo hace es consciente del acto que está realizando.  
Piaget estudió la evolución el concepto del castigo. Hay dos concepciones distintas:
1.     Él propuso del castigo expiatorio caracterizado por ser administrado por los padres, cuando cometen una falta: es arbitrario porque no guarda relación con la falta que se ha cometido. Si un niño pequeño elige el castigo, no le darán un castigo justo porque en la etapa premoral no son capaces de calibrar ese castigo. Desde ese punto moral, cuando un niño rompe algo, le dicen que le peguen o que le rompan algo, en vez de que pague lo que ha roto porque tienen una perspectiva moral diferente a los adultos.
2.     En la adolescencia llega el castigo de reciprocidad: consideran que el castigo debe estar relacionado con la regla infringida. Se basa en las consecuencias lógicas y naturales regla quebrantadas ayuda que los niños comprendan las consecuencias de sus conductas. Por ejemplo: si rompes una ventana le hacen pagarla para que sea consciente del gasto económico que ha dado lugar, con sus hechos.

## Desarrollo moral según Kohlberg
Kohlberg aplica el concepto piagetiano de desarrollo en estadios del desarrollo cognitivo al estudio del juicio moral. Define el juicio moral como un proceso cognitivo que permite reflexionar sobre los propios valores y ordenarlos en una jerarquía lógica. Además, para desarrollar este juicio moral es necesaria la asunción de roles, que se refiere tanto a la capacidad de ponerse en el lugar del otro, como de poder observar la situación problemática desde una perspectiva de tercera persona, o como un otro generalizado. Las situaciones problemáticas generan un desequilibrio en la vida de la persona. Lo que deberá hacer es buscar restaurar el equilibrio, clarificando sus creencias y justificando su decisión.
Kohlberg descubrió que el razonamiento moral parece evolucionar y complicarse progresivamente a lo largo de la adolescencia y hasta la edad adulta joven, ya que depende del desarrollo de ciertas capacidades cognitivas que evolucionan según una secuencia invariable de tres niveles, cada uno de ellos compuesto de dos estadios morales distintos. Utilizó el concepto “estadio” para referirse a la manera consistente que una persona tiene de pensar sobre un aspecto de la realidad. Estos se caracterizan porque implican diferencias cualitativas en el modo de pensar, cada uno es un todo estructurado, forman una secuencia invariante y son integraciones jerárquicas. Cada etapa refleja un método de razonamiento frente al planteamiento de dilemas morales. La metodología empleada para determinar en qué estadio se encuentra una persona es la “Entrevista sobre el Juicio Moral”, que consiste en proponer tres dilemas morales hipotéticos (comprensibles) y realizar una serie de preguntas directas para identificar en qué estadio se encuentra la persona. No importa mucho el contenido de la respuesta, sino la forma, es decir, el razonamiento empleado. El caso propuesto más conocido es el dilema de Heinz.
- Kohlberg afirmaba que a pesar del vínculo estrecho entre desarrollo moral y desarrollo cognitivo, el crecimiento de este último no era suficiente para garantizar el desarrollo moral, y que la mayoría de los adultos nunca llegarían a pasar de la etapa 5 del desarrollo moral.

### Moral preconvencional
Se da entre los 4 y los 11 años de edad; sin embargo, cabe la posibilidad de que algunos adolescentes y adultos se encuentren en este nivel. Se caracteriza porque las personas actúan bajo controles externos. Obedecen las reglas para evitar castigos y obtener recompensas o por egoísmo.

#### Etapa 1
Esta etapa o estadio fue definido por Kohlberg como la de "orientación hacia el castigo y la obediencia". En esta etapa la bondad o maldad de un acto depende de sus consecuencias. En ese sentido, los actos que el niño realiza son siempre pensando en evitar el castigo. El niño no logra entender que el castigo es una respuesta posible ante hacer algo malo; simplemente toma el castigo como una acción que ocurre automáticamente después de hacer el mal. Más aún, el pensamiento cognitivo del niño está limitado, pues este se encuentra en la etapa preoperacional o iniciando la etapa de las operaciones concretas. En esta línea, su pensamiento es más intuitivo que lógico.

#### Etapa 2

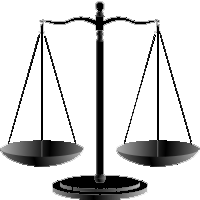
Etapa 2: búsqueda de la justicia

Esta etapa fue definida por Kohlberg como la de "hedonismo ingenuo". En esta etapa las personas siguen las reglas con fines egoístas. Se valoran los actos en función de las necesidades que satisface. El niño todavía está enfocado en la moral material. Dentro de esta etapa, surge un nuevo estándar de juicio: la justicia.En este sentido, se piensa que si alguien tiene una razón para hacer una acción, se debe juzgar al individuo sobre la base de esa razón y no por la voluntad arbitraria que la figura de autoridad posea. Más aún, los individuos que pertenecen al segundo estadio ya no creen que el castigo surja inmediatamente después de la mala acción, sino que el hacer algo malo implica hacer algo malo a alguien y esto supone un castigo que responda al crimen.

### Moral convencional
Este nivel de juicio moral suele surgir a partir de la adolescencia. Es la moral que la mayoría de personas poseen, y consiste en un enfoque desde la perspectiva de uno mismo como miembro de una sociedad, es decir, se tiene en cuenta lo "socialmente esperado".

#### Etapa 3
El desarrollo del estadio 3 marca la entrada del preadolescente o adolescente en el nivel de razonamiento moral convencional. Definida por Kohlberg como la etapa de "orientación del niño bueno". En esta etapa los actos se valoran según complazcan, ayuden o sean aprobados por los demás. Se evalúa la intención del actor y se tiene en cuenta las circunstancias.Dicho de otra forma, en este estadio la motivación para actuar moralmente guarda relación con acciones que persigan los intereses personales sin dañar a otros y se espera más de uno y de los demás.
El niño entiende la reciprocidad en términos de la regla de oro (si tú haces algo por mí, yo haré algo por ti).

#### Etapa 4
Esta es la etapa de la "preocupación y conciencia sociales". En ella se toma en consideración la voluntad de la sociedad reflejada en la ley: lo correcto es la obediencia a la norma, no por temor al castigo sino por la creencia de que la ley mantiene el orden social, por lo que no debe transgredirse a menos que haya un motivo que lo exija.El tipo de razonamiento de esta etapa se desarrolla durante la segunda mitad de la adolescencia y tiene como características el ser una etapa altamente equilibrada. Además, usualmente es la etapa más alta a la que llegan los adultos.
Sin embargo, la crítica a esta etapa residen en su dificultad para dar una respuesta convincente al problema planteado por Kolhberg, ya que, por un lado, aboga por las leyes y normas; pero, por otro lado, también considera los derechos humanos básicos. En este sentido, se genera un conflicto entre leyes y derechos, conflicto que las personas en el estadio cuatro no logran resolver del todo, pues deben escoger o entre la adhesión a la ley o la desobediencia.

### Moral postconvencional
Este nivel de desarrollo moral consiste en un enfoque desde una perspectiva superior a la sociedad. La persona que llegue a este nivel ve más allá de las normas de su propia comunidad, llegando a los principios en los que se basa cualquier sociedad buena. Muy pocos adultos consiguen tener un juicio postconvencional.

#### Etapa 5
Se trata de la etapa de la "orientación del contrato social". Las personas piensan en términos racionales, valoran la voluntad de la mayoría y el bienestar de la sociedad. Las leyes que comprometen los derechos humanos o la dignidad son consideradas injustas y merecen desafío. Sin embargo, la obediencia a la ley se sigue considerando mejor para la sociedad a largo plazo...

#### Etapa 6
La sexta etapa del desarrollo moral según Kohlberg es la de "moralidad de principios éticos universales". El individuo define el bien y el mal basado en principios éticos elegidos por él mismo, de su propia conciencia. Se basan en normas abstractas de justicia y respeto por todos los seres humanos que trascienden cualquier ley o contrato social. Se actúa de acuerdo a normas interiorizadas y se actuará mal si se va en contra de estos principios.

### Críticas
Carol Gilligan criticó la teoría del desarrollo moral de Kohlberg por considerar que esta teoría no representaba adecuadamente el razonamiento moral femenino. Su crítica planteaba que las diferencias de género provocaba que niños y niñas adoptaran orientaciones morales diferentes.
Esta crítica no ha sido respaldada por las investigaciones, las cuales descartan la existencia de sistemas de valores morales distintos basados en el género.
La teoría del desarrollo moral de Kohlberg es ampliamente aceptada por la comunidad científica.[cita requerida]
Por otro lado, R. S. Peters critica que el sistema de Kohlberg no toma en cuenta aspectos afectivos del desarrollo moral. Dentro del modelo de Peters, toman importancia conceptos como el "apasionamiento", los cuales hacen énfasis en la importancia del aspecto afectivo para la realización y la consistencia del juicio moral de cualquier acción. En este sentido, este autor propone que para el juicio moral y la corrección de este es necesario cierto sentimiento que impulse la actividad, siempre y cuando dicho sentimiento no pierda su carácter racional.
En lo que concierne a criminalidad, diversas investigaciones han vertido datos poco favorables o contradictorios a las premisas de Kohlberg, quien argumentaba que el desarrollo moral de los criminales se encontraría en etapas menores que el de los “no delincuentes”. Investigaciones como la de Jurkovic y Prentice (1974) no hallaron diferencias significativas en el grado de desarrollo moral de los delincuentes y los “no delincuentes”. Lo mismo ocurrió en las investigaciones de McColgan (1976) y Mullís y Hanson (1983). En ocasiones, una misma investigación ha encontrado resultados contradictorios, como es el caso de la de Hains y Miller (1980). También podemos encontrar estudios cuyos resultados son contrarios al previsto por las teorías de Kohlberg, como el de Petronio (1980).
Sin embargo, una de las críticas más importantes en relación con la aplicación de esta teoría en la criminalidad, se dirige al diseño de investigación habitualmente utilizado para comprobar la teoría de Kohlberg respecto a la criminalidad: las muestras para estas investigaciones son de personas institucionalizadas, lo cual es una limitación ya que la propia institucionalización puede influir en el desarrollo moral, siendo esta la explicación y no el hecho de ser delincuente. Como señala Morash (1983), “puede ser que el bajo razonamiento moral de los jóvenes reclusos sea un resultado, no un determinante, del encarcelamiento”.

## Desarrollo moral según Carol Gilligan
Carol Gilligan postulaba que las mujeres tenían diferentes tendencias psicológicas y morales que los hombres; es decir, tenían dos modos de pensamiento al momento de decidir y actuar  ante problemas de la vida. De este modo, se dio cuenta de que, por un lado, el razonamiento de las mujeres tendía a estar centrado en sentimientos de empatía y compasión, existe un cuidado y preocupación por las relaciones existentes entre los personajes del dilema, busca no dañar las relaciones interpersonales, pues cambian las reglas por conservarlas. Por otro lado, el razonamiento de los hombres estaría más ligado al respeto de las reglas y derechos formales, la autonomía, la individuación. 
En este sentido, para el desarrollo moral de la ética del cuidado, Gilligan propone tres niveles: En el primer estadio, se busca atender al Yo y asegurar la supervivencia; es decir, el cuidado de sí misma. Para esto, hay una transición entre el egoísmo y la responsabilidad, debido a la consideración de conexiones hechas con otros. En el segundo estadio, se establece una conexión entre el Yo y los otros; es decir, existe una atención y cuidado a los demás, de manera que se pone en segundo plano al Yo. Del mismo modo, atraviesa un conflicto entre el autosacrificio y cuidado. Así, se da la transición de la bondad a la verdad, ya que empieza a incluir en el cuidado a ella misma y a los otros. En el tercer estadio, se logra integrar el Yo y a los otros en la responsabilidad del cuidado; es decir, se aprende a cuidar de los demás como de sí misma. Se brinda una respuesta universal en contra de la explotación y el daño.
Como base a su teoría, está Nancy Chodorow (psicóloga neofreudiana), quien dice que el proceso de separación materna entre los hombres y mujeres es diferente. Es decir, en el caso de los niños, se reprimen los rasgos que la identifican con la madre; y en caso de las niñas, se basa en ser distinta a la madre, pero a la vez llega a ser una figura de identificación. Así, las mujeres tienden a presentar mayor empatía y sentimientos de cuidado hacia los otros.

## Desarrollo moral según Rest y Knowles
Rest y Knowles proponen una perspectiva integrativa sobre el desarrollo moral, pues cuestiona el hecho de que las teorías estructurales de Piaget y Kohlberg solo atienden al razonamiento y se olvidan de los otros procesos por los que pasa la persona antes situaciones morales como las emociones, la afectividad y la acción propiamente moral. 
Para esto, Rest (1983), encontró que en el comportamiento moral se pueden interpretar la situación moral de diferentes maneras, por lo que habría cuatro componentes principales: 
Primero, interpretación de la situación (sensibilidad moral); es decir, cómo es interpretada la situación por el sujeto, referido al reconocimiento de qué acciones son posibles para el actor y cómo afecta a cada una de las partes implicadas en una situación. Segundo, imaginar qué se debería hacer; es decir, cómo es definido un curso moral de acción. Tercero, escoger entre valores morales y no morales en orden a decidir lo que un individuo se propone hacer (motivación moral); o sea, cómo escoge y valora el sujeto lo que va a emprender. Por último, ejecutar lo que el individuo se ha propuesto hacer (carácter moral); se examina cómo un individuo implemente y persigue sus intenciones.